# Baldriga persa
La baldriga persa (Puffinus persicus) és un ocell marí de la família dels procel·làrids (Procellariidae) que era considerat una subespècie de la baldriga d'Audubon. Cria a les illes de Kuria Muria, al mar d'Aràbia, i Mohéli, a les Comores i es dispersa per l'Oceà Índic.

## Descripció
La baldriga persa és relativament petita amb les parts inferiors uniformement blanques. Les parts superiors són de color marró pàl·lid per tot arreu, amb part del marró que s'estén fins als costats. Les ales són gairebé completament marrons, excepte per un eix blanc al mig. Tot i que és petita, és de constitució robusta amb ales proporcionalment amples. Vola baix sobre l'aigua amb un vol decidit i ràpid i un planeig suau. S'alimenta en la superfície de l'aigua i ocasionalment fa capbussades poc profundes.

## Distribució
Després de la cria, la subespècie del nord s'estén des del sud de la Mar Roja, el golf d'Aden i la costa de Somàlia a través del sud de la península Aràbiga fins al golf d'Oman, Pakistan i l'oest de l'Índia. La subespècie del sud roman a la zona al voltant de les Comores i la costa de Tanzània i el nord de Moçambic.

## Població
Es creu que la subespècie nominal, P. p. persicus, compta amb milers de parelles a les illes Khuriya Muria davant d'Oman i Socotra, Iemen, mentre que P. p. temptator s'ha estimat que hi ha menys de 500 parelles a l'illa de Mohéli, a les Comores (revisat per Brooke 2004). Es creu que és probable que hi hagi més colònies de cria sense descobrir en altres llocs del nord de l'oceà Índic (Onley i Scofield 2007), per la qual cosa la població total probablement inclou més de 10.000 individus madurs. Es creu que la tendència poblacional és a la baixa.

## Taxonomia
La baldriga persa, d'Audubon (Puffinus lherminieri), de Bannerman (P. bannermani), de les Galàpagos (P. subalaris) i tropical (P. bailloni) (del Hoyo i Collar 2014) anteriorment estaven agrupades com P. lherminieri.
Finalment, la baldriga persa (incloent-hi temptator) es va separar de P. lherminieri (Austin 2004; Rasmussen i Anderton 2005; Onley i Scofield 2007).
Hi ha dues subespècies de baldriga persa llistades:
- P. p. persicus – (Hume, 1872): cria a les illes Khuriya Muriya (Oman) i Socotra.
- P. p. temptator – (Louette & Herremans, 1985): cria a les Comores.